# Intern transport

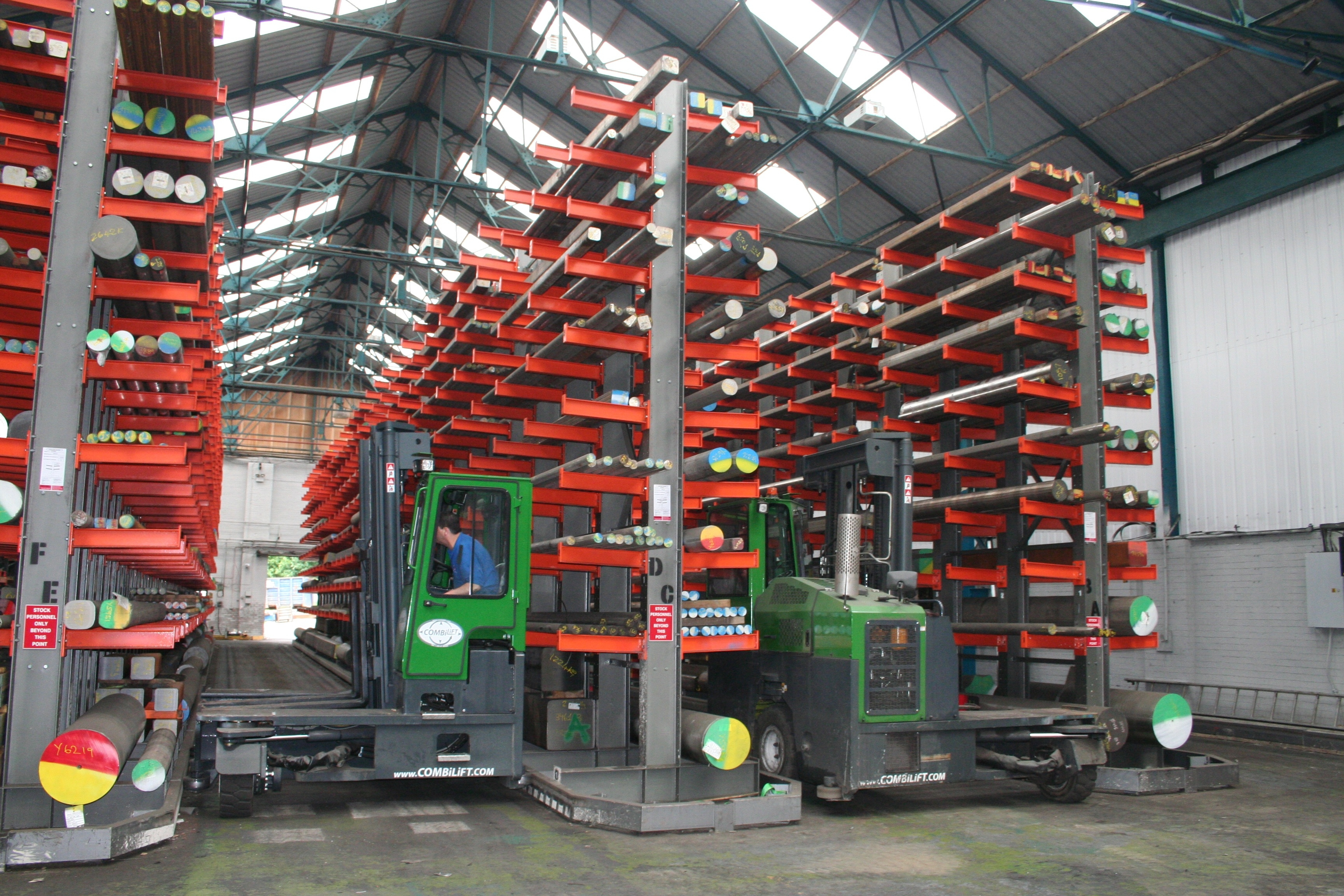
Een zijlader wordt gebruikt om artikelen van en naar een magazijn te vervoeren.

Intern transport is het vervoer van goederen binnen een fabrieks- of bedrijfsterrein, vaak met speciaal daarvoor ingerichte voertuigen of andere transportmiddelen. Het gaat bijvoorbeeld om vervoer van grondstoffen van een opslag naar een productielocatie, de afvoer van eindproducten naar een magazijn, of het transporteren van artikelen uit een magazijn naar een vrachtwagen voor vervoer naar de klant.
Typische vervoermiddelen voor intern transport zijn heftrucks, palletwagens en zijladers, maar ook goederentreinen worden wel gebruikt voor intern transport, bijvoorbeeld bij hoogovens en staalfabrieken. Ook vaste constructies als lopende banden en buizenpost gelden als intern transport.